# 謝娥
謝娥（1918年1月—1995年），字幗英，臺灣臺北艋舺人。老松公學校（今老松國小）畢業，台北第三高等女子學校畢業，後赴日本東京女子醫學校深造，成為台灣第一位外科女醫師，1942年畢業歸台，服務於台北帝大醫學院第一外科。由於父親參與台灣民族運動的影響，及目睹日本人對台灣人的種種欺壓，1937年七七事變發生後，謝娥即投身反日宣傳與活動，回台在帝大醫學院服務時，透過台北工業學校的劉英昌結識了郭宗清、黃雨生及唐志堂等台北二中同學，1943年計畫在日本人飲用水中下毒響應盟軍登陸，遭日本當局破獲逮捕下獄，直到戰後日本投降才被釋放。戰後謝娥加入中國國民黨，並當選立法委員擔任公職，然而，國民政府的劣政致使許多謝娥舊日反日戰友加入中國共產黨組織，對政治失望的謝娥選擇遠離，1949年赴美取得哥倫比亞大學公共醫學博士，1991年返台，於1995年逝世。

## 生平
1918年，謝娥出身於臺灣臺北艋舺（今台北市萬華區）。父親謝全經營中國料理店來來軒餐館（今西門町紅樓戲院附近），家境尚稱富裕。幼年就讀老松公學校（今老松國小），後入讀台北第三高等女子學校。1935年4月自第三高女畢業後，赴日本東京女子醫學專門學校（今东京女子医科大学）就讀，並於1940年4月以優異的成績畢業，進入美國教會所屬的日本東京聖路加國際醫院擔任外科醫師，為台灣第一位女性外科醫師。1943年謝娥自日返臺，在臺北帝國大學醫學部（今臺大醫院）第一外科擔任助教。
在臺北帝大服務期間，院方聘請徐征開設非正式的中國語文課程講座，謝娥於此期間接觸了魯迅、巴金、老舍等左派作家的作品，激起了民族思想，同時也積極參與抗日的行動。1943年11月開羅會議召開後不久，臺北二中學生唐志堂與陳炳基密謀抗日計畫，並找了同校的郭宗清、黃雨生及臺北工業學校的劉英昌，並透過劉認識了謝娥。謝娥則也告訴他們，她學外科的原因，是因為一直抱有回祖國為負傷戰士服務的志願。自此之後，六人常於汐止觀音廟密談抗日計畫。但事跡不密，六人紛紛於1944年遭到逮補，謝娥因此遭移送臺北監獄。 謝娥入獄後飽受折磨，她的義父林永楷曾找律師為她脫罪，唯一的條件是謝娥出獄後只能從事外科醫師的工作，並且要和日本人合作，但遭謝娥拒絕，謝娥當時表示：「只要我的一滴血還存在身上，我就是中華民族的子民。」直到戰爭結束，謝娥才被釋放出獄。

日本投降後，謝娥於1945年9月被釋放，其父於太平町三丁目一番地（今台北市延平北路二段）購置樓房，開設「康樂外科醫院」，讓謝娥開業行醫，於同年11月13日開幕經營，並特別聲明對於貧病者不收取費用。

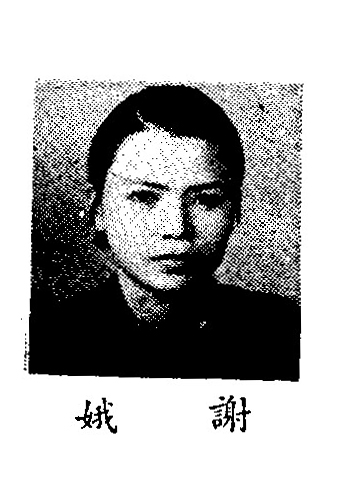
出席制憲國民大會代表時

1945年12月，謝娥在陳立夫與李翼中的介紹下加入中國國民黨，並在國民黨省黨部的支持下，組織臺北市婦女會。又於1946年 8、10 月先後擔任臺北市黨務計畫委員會委員以及臺灣省黨部婦女運動委員會常務委員，同年擔任制憲國民大會台灣省代表。1946年3月15日以龍山區最高票當選 第一屆臺北市參議員，為臺北市參議會中唯一一名女性。1947年二二八事件時期，民眾在長官公署遭到衛兵開槍掃射後，長官公署秘書葛敬恩向台北是參議會報告，誆稱衛兵是向空中開槍，民眾是自相踐踏受傷。謝娥依據葛敬恩說詞，到電台向民眾廣播，呼籲民眾冷靜下來。第二天上午她在太平町開的康樂醫院被群眾搗毀。後來有人問她為什麼要這樣欺騙聽眾。她說「這是長官公署秘書長葛敬恩叫她這樣講的。」。
1948年4月24日，謝娥以全省得票第六位（140,203票），當選行憲後第一屆立法委員，為台灣首位女性立法委員。當選立法委員後，謝娥辭去參議員一職，遺缺由徐淵琛遞補。1949年10月，謝娥離臺遠赴歐洲，再由歐洲轉赴美國定居。1953年獲得哥倫比亞大學公共醫學博士。從美國醫師名錄上，知道她曾從事精神科，1967年曾在奧勒岡州州立精神醫院就職，也曾在紐約州的衛生部工作，1973年她的通訊地址列在紐約州首都Albany衛生部分區辦公室(regional office)內，後來據說當到郡 (county)的衛生部門主管。1991年返回臺灣，1995年逝世。

## 政治生涯
- 1945年10月－1946年4月：三民主義青年團中央直屬臺灣區團臺北分團股長
- 1946年 8月：中國國民黨臺北市黨務計畫委員會委員
- 1946年10月：中國國民黨臺灣省黨部婦女運動委員會常務委員
- 1946年11月：制憲國民大會台灣省代表
- 1948年4月24日－1949年10月：行憲後第一屆中華民國立法委員

## 延伸閱讀
- 謝娥在臺灣政壇的帽起與退出* （页面存档备份，存于）